# Dáša Vokatá
Dáša Vokatá (* 27. ledna 1954 Karviná) je česká písničkářka.

## Život
Dětství prožila v Ostravě. V roce 1976 jí tragicky zemřel otec a ona odešla z domova a usadila se v Rychnově. Zde také potkala svého pozdějšího manžela Zdeňka Vokatého známého pod přezdívkou „Londýn“. Seznámila se zde také s dalšími disidenty a hudebníky z okruhu The Plastic People of the Universe. Po procesu s Plastiky v roce 1976 a vydání Charty 77 se obtěžování StB stupňovalo, takže nakonec byli nuceni z Rychnova odejít, jejich dům byl zbourán a Dáša Vokatá byla přinucena emigrovat. Odešla s rodinou v roce 1980 do Rakouska, kde střídavě žije dodnes. V osmdesátých letech nahrála ve Svobodné Evropě a vydala své první album pojmenované Láska. Po roce 1989 se občas vrací do Česka, kde mimo jiné často vystupuje na festivalu Trutnov Open Air Music Festival. Dvacet let žila s básníkem Ivanem Martinem Jirousem. V roce 2000 vydala své první eponymní CD. Další album pojmenované Bojovníci snů následovalo až po osmi letech v roce 2008. Pokřtil ho Václav Havel na trutnovském festivalu. Deska, kterou nahrála společně s Oldřichem Kaiserem, od roku 2011 životním partnerem, vyšla na jaře 2014 pod názvem Dva divoký koně. V roce 2020 se ve Vídni vdala za Oldřicha Kaisera.

## Diskografie
- Láska (1985)
- Dáša Vokatá (2000)
- Bojovníci snů (2008)[6]
- Najdi místo pro radost (2011)
- Dva divoký koně (2014)
- Perly sviním (2020)